# 菊池五山 (寺格)

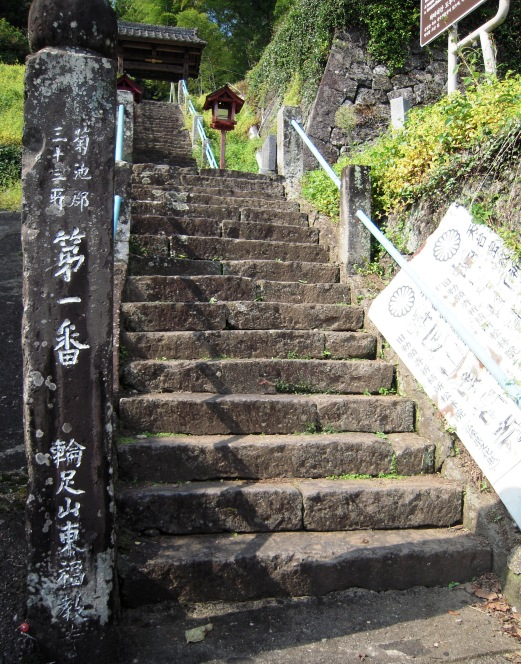
菊池五山の筆頭・東福寺

菊池五山（きくちござん）とは、肥後国菊池における禅宗の寺格である。

## 概要
征西将軍懐良親王の命により、菊池氏第15代菊池武光が、京都五山にならって定めたとされる。五山の上には熊耳山正観寺が置かれた。
菊池五山は、菊池氏の繁栄と共に栄えたが、菊池氏が衰退すると寺勢も衰えたという。
近世に入ると、東福寺は旧の天台宗に復し、北福寺は真言宗へ、西福寺は浄土宗へと転じた。

## 菊池五山
- 輪足山 東福寺
- 無量山 西福寺
- 手水山 南福寺
- 袈裟尾山 北福寺
- 九儀山 大琳寺